# Лаэннек, Рене
Рене́ Теофи́ль Гиаци́нт Лаэнне́к (фр. René-Théophile-Hyacinthe Laënnec; 17 февраля 1781[…], Кемпер — 13 августа 1826[…], Kerlouarnec, Плоаре) — французский врач и анатом, основоположник клинико-анатомической диагностики, изобретатель стетоскопа.

## Биография
Родился 17 февраля 1781 года в Кемпере. В 1786 году потерял мать и воспитывался сначала дядей-аббатом, а 6 лет спустя другим дядей — Гийомом Лаэннеком, известным врачом, ректором Нантского университета.
К 14 годам окончил классическую школу и хорошо владел немецким, английским, греческим и латинским языками. С 14 лет учился медицинской науке в госпиталях Нанта, посещал секционную. Любимым врачом Лаэннека называют французского хирурга Гийома Дюпюитрена, профессора парижского медицинского факультета, члена Парижской академии наук и Парижской медицинской академии, с которым у него поначалу не сложились отношения.
В 1799 году поступил на службу в республиканскую армию ассистентом хирурга. В 1801 году работал в одной из клиник Парижа под руководством М. Биша и Ж. Корвизара, личного врача Наполеона. В 1802 году вышла его первая научная работа, посвящённая описанию симптоматики перитонитов, а вскоре после этого последовали статьи о циррозе печени и об анатомии оболочек головного мозга. В 1804 году Лаэннек защитил диссертацию «Учение Гиппократа и практическая медицина». Затем он занялся частной врачебной практикой, опубликовал также множество статей о результатах наблюдения больных. В 1814 году стал главным редактором «Медицинского журнала». С 1816 года работал врачом в парижской больнице Неккера (фр.).
В 1816 году Лаэннек изобрёл стетоскоп и разработал новую методику выслушивания больных. А случилось это, как пишет сам Лаэннек, так: «Я был приглашён к одной молодой даме, представлявшей большие признаки сердечной болезни, у которой прикладывание руки, а равно и перкуссия, не дали никаких результатов вследствие имевшейся у неё значительной жировой подстилки. Но так как возраст и пол больной не позволили мне предпринять описанный выше метод исследования, то мне пришло на память известное акустическое явление: прикладывая ухо к одному концу бревна, можно прекрасно расслышать дотрагивание иголкой до другого его конца. Я взял лист бумаги, сделал из него узкий цилиндр, один конец которого приставил к сердечной области и, приложив ухо к другому его концу, я был столь же удивлён, как и обрадован тем (fut aussi surpris que satisfait), что мог слышать удары сердца гораздо громче и точнее, чем это мне представлялось до тех пор при непосредственном прикладывании уха. Я тотчас пришел к заключению, что это средство может сделаться драгоценным методом исследования, который может быть применён не только при исследовании всех движений, обусловливающих образование внутри грудной клетки шумов, значит при исследовании дыхания, голоса, хрипения и, быть может даже флюктуации жидкости, излившейся в полость плевры или околосердечной сумки».
Само собой, свёрнутой тетрадью долго было пользоваться нельзя, и Лаэннек был озабочен созданием более долговечного прибора. Он перепробовал множество материалов от камыша до каштана, пока не остановился на ореховом дереве. (Сам стоял за токарным станком!) Своё изобретение он назвал «Le Cylindre» — «цилиндр», который имел длину 12 дюймов и диаметр 1,5 дюйма.
Первую пациентку, аускультацию которой Лаэннек провёл новым инструментом, звали Мари Мелани Бассе (Marie Melanie Basset). Позже своё изобретение Лаэннек переименовал в «стетоскоп» («осматриватель груди»). При помощи изобретённого им прибора он также открыл симптомы заболеваний грудной полости, дал их точное описание, сопоставил клинические данные с патологоанатомической картиной.
В феврале 1818 года на заседании медицинского общества он представил результаты своих исследований, а в апреле 1819 года издал «Трактат о непрямой аускультации и болезнях лёгких и сердца», к каждому экземпляру которого прилагался стетоскоп. В трактате Лаэннек помимо прочего впервые дал чёткое описание клиники туберкулёза лёгких и представил анатомическую картину этой болезни, а также указал на возможность излечения туберкулёза и привёл примеры рубцевания каверн. Именно работа в секционном зале с трупами больных от туберкулёза стоила Лаэннеку жизни — в начале своей деятельности в Париже он распиливал туберкулёзный позвонок и повредил себе указательный палец. На месте ранки образовался туберкулёзный бугорок, Лаэннек писал, что дважды прижёг ляписом ранку, и «всё прошло», но через 21 год он погиб от милиарного туберкулёза.
Был избран профессором коллеж де Франс и членом медицинской академии, получил кафедру в Шарите.
Умер от туберкулёза в Керлуанеке 13 августа 1826 года.

## Память
- Имя Рене Лаэннека получил трёхмачтовый парусный фрегат, спущенный на воду в 1902 году в Сен-Назере как фрахтовое судно (позднее «Ольденбург», ныне «Суомен Йоутсен»).
- Улица Лаэннек и станция метро в Лионе (Франция).
- В произведении Редьярда Киплинга «Подарки фей» Лаэннеку посвящена целая история.

## Публикации
- Propositions sur la doctrine d’Hippocrate, relativement à la médecine pratique, présentées et soutenues à l'École de médecine de Paris, le 22 prairial an XII (медицинская диссертация, 1804)
- De l’Auscultation médiate, ou Traité du diagnostic des maladies des poumons et du coeur, fondé principalement sur ce nouveau moyen d’exploration (в двух томах, 1819) 1 2
- Traité inédit sur l’anatomie pathologique, ou Exposition des altérations visibles qu'éprouve le corps humain dans l'état de maladie (1884)
- La Guerre des Vénètes : poème épique héroï-comique (1931)